# Cujuelle
Le Cujuelle de Calenzana sono biscotti caratteristici di Calenzana, un paesino nel nord della Corsica; in altre zone dell’Ile de Beauté assumono nomi diversi come Canistrelli o Cocciole ma restano fondamentalmente lo stesso prodotto. Sono biscotti secchi che vengono realizzati con le materie prime del luogo: il vino bianco dei vigneti di Patrimonio, vicino a Bastia, zucchero, farina e olio. Sono preparati in forma romboidale, possono anche essere creati in diverse varianti come Cujuelle alle mandorle, all’anice, al limone e alle pepite di cioccolato. Si possono consumare anche inzuppati nel latte o, per i golosi, nel muscat, un vino liquoroso e tipico.

## Storia
La fabbrica artigianale produce le Cujuelle dal 1984; le Cujuelle di Zilia, vicino a Calenzana, sono prodotte dal 1997 e da quella data la ricetta è sempre rimasta la medesima.

## Evoluzione
Durante il corso degli anni, sono state inventate molte variazioni del prodotto, sono stati aggiunti degli ingredienti e ne sono stati tolti altri. Ad esempio: esistono alcune varianti senza il vino bianco e altre con ingredienti in più come ad esempio le gocce di cioccolato, uvetta, noccioline e di conseguenza cambia anche il nome.
Alcuni esempi sono: la variante con le noccioline è chiamata: Biscuits aux noisettes (biscotti alle noccioline), un’altra di nome: Biscuits avec Raisins Noisettes Amandes (biscotti con uva noccioline e mandorle) ed i Canestrelli a l’Anis (canestrelli all’anice).